# Polystichtis cayapona
Polystichtis cayapona är en fjärilsart som beskrevs av Hans Ferdinand Emil Julius Stichel 1916. Polystichtis cayapona ingår i släktet Polystichtis och familjen Riodinidae. Inga underarter finns listade i Catalogue of Life.